# يوجين أوت
يوجين أوت (بالألمانية: Eugen Ott)‏ (و. 1889 – 1977 م) هو دبلوماسي، وضابط ألماني، ولد في روتنبورغ آم نكار، كان عضوًا في الحزب النازي، توفي في توتزينغ، عن عمر يناهز 88 عاماً.

## مناصب
تولى منصب سفير.

## الخدمة العسكرية
خدم في الجيش الألماني.

## روابط خارجية
- يوجين أوت على موقع مونزينجر (الألمانية)